# Phaulacridium
Genre
Phaulacridium est un  genre d'orthoptères caelifères de la famille des Acrididae.

## Distribution
Les espèces de ce genre se rencontrent en Océanie.

## Liste des espèces
Selon Orthoptera Species File (31 mars 2010) :
- Phaulacridium crassum Key, 1992
- Phaulacridium howeanum Key, 1992
- Phaulacridium marginale (Walker, 1870)
- Phaulacridium otagoense Westerman & Ritchie, 1984
- Phaulacridium vittatum (Sjöstedt, 1920)

## Référence
- Brunner von Wattenwyl , 1893 : Révision du système des orthoptères et description des espèces rapportées par M. Leonardo Fea de Birmanie.  Annali del Museo Civico di Storia Naturale ‘Giacomo Doria’, Genova, vol. 33, p. 1–230 (texte original).